# Aebtissinwisch
Aebtissinwisch er en by og en kommune i det nordlige Tyskland, beliggende i Amt Wilstermarsch i den sydvestlige del af Kreis Steinburg. Kreis Steinburg ligger i den sydvestlige del af delstaten Slesvig-Holsten.

## Geografi
Kommunen ligger i den nordvestlige del af Kreis Steinburg, og grænser til Kreis Dithmarschen der ligger mod vest, på den anden side af Kielerkanalen. Vandløbet Wilsterau løber gennem kommunen.